# Julien Reverchon
Julien Reverchon est un naturaliste et un botaniste français né le 3 août 1837 à Diémoz (Isère) et mort le 30 décembre 1905 à Dallas.

## Biographie

### Jeunesse et formation
Il est le fils de Jacques Maximilien et de Florine Reverchon.
Julien, très tôt passionné par l’histoire naturelle, avec son frère Elisée, avait déjà constitué une collection de près de 2 000 espèces de plantes.

### Arrivée aux États-Unis
Son père étant un partisan des thèses de Charles Fourier (1772-1837), il décide de rejoindre Victor Considerant (1808-1893) à La Réunion, près de Dallas au Texas dans sa construction d'un phalanstère.
La famille arrive à La Réunion, en décembre 1856 et apprend alors l’échec de la colonie fouriériste. Aussi, Jacques Reverchon achète une petite ferme dans les environs.

### Carrière
Julien commence alors à étudier la flore locale.
Après avoir abandonné quelques années la botanique, il recommence à herboriser en 1869, année où il fait une expédition destinée à récolter des fossiles avec Jacob Boll (1828-1880) dans l’ouest du Texas. Par ses récoltes ultérieures, il contribue à la réalisation de flores signées par Asa Gray (1810-1888) et Charles Sprague Sargent (1841-1927) et à l’enrichissement de nombreuses collections américaines. Il enseigne, à la fin de sa vie, la botanique à la Baylor University College of Medicine and Pharmacie de Dallas.

### Vie de famille
Il se marie avec Marie Henri le 24 juillet 1864 avec qui il aura deux fils qui décéderont de fièvre typhoïde en 1884.

## Héritage

### Travaux
Au moment de sa mort, plus de 2 600 espèces étaient en culture dans sa ferme et son herbier était riche de 20 000 spécimens. Son herbier est conservé au Missouri Botanical Garden de Saint Louis.

### Dans la culture populaire
La ville de Dallas a baptisé un jardin, le Reverchon Park (en) en son honneur. Situé juste au nord du centre-ville, le parc offre des prairies ouvertes, des arbres matures, des affleurements rocheux. Le parc s'appelait à l'origine Turtle Creek Park.

### Géant de Kevin Obregon
En 2012, le sculpteur Kevin Obregon a réalisé une sculpture qui représente Julien Reverchon sous la forme d'un géant. Pour une parade (appelée "parade des géants") organisée par l'organisation Reverchon Park. Puis elle a été placer dans le Valley View Center. Cette sculpture a été utilisée comme un élément pour la série de courts métrages d'horreur The Oldest View de Kane Pixels,, ce qui à donné une redécouverte de ce personnage historique, bien que son image populaire soit actuellement déformée et associée dorénavant au géant de Kévin Obregon.